# Bolívia az 1964. évi nyári olimpiai játékokon
Bolívia a japán Tokióban megrendezett 1964. évi nyári olimpiai játékok egyik részt vevő nemzete volt. Az országot az olimpián 1 sportágban 1 sportoló képviselte, aki érmet nem szerzett.

## Kajak-kenu
Férfi
| Versenyző          | Versenyszám        | Előfutam | Előfutam | Vigaszág | Vigaszág | Elődöntő | Elődöntő | Döntő   | Döntő    |         |
| Versenyző          | Versenyszám        | Idő      | Hely.    | Idő      | Hely.    | Idő      | Hely.    | Idő     | Helyezés |         |
| ------------------ | ------------------ | -------- | -------- | -------- | -------- | -------- | -------- | ------- | -------- | ------- |
| Fernando Inchauste | Kajak egyes 1000 m | 5:48,74  | 6.       | 6:07,70  | 3.       | kiesett  | kiesett  | kiesett | kiesett  | kiesett |